# فیشر پروجکت
فیشر پروجکت (به انگلیسی: Fischer Projects) یک محله ثبت نشده‌است و مسکن دولتی در ایالات متحده آمریکا به‌شمار می‌رود که در نیواورلئان واقع شده‌است. معروف است به فیشر پروجکت که از یک پروژه مسکن سازی در الجزایر گرفته شده، شهرت این محله به دلیل یک سری قتلهای معروفی بود که در دهه ۱۹۷۰ و ۱۹۸۰رخ داد. همچنین آخرین ساختمان مسکونی عمومی که در نیواورلئان ساخته شد در واقع شامل یک آپارتمان ۱۳ طبقه بلند و چهارده واحد ۳ طبقه بود. این منطقه از حدود ۲۰۰۴ در حال بازسازی است و در حال حاضر هیچ‌یک از ساختمانهای اصلی آن کم ارتفاع نیست. این پروژه در امتداد خیابان ویتنی در منطقه الجزایر در کرانه باختری شهر واقع شده‌است که بخشی از بخش ۱۵ است و نام آن از ویلیام جی فیشر گرفته شده که در ۱۹۵۰ به عنوان رئیس مسکن دولتی نیوارلئان خدمت می‌کرد. این محله در حال حاضر به یک منطقه مسکونی کوچک با درآمد کم تبدیل شده‌است.